# Bothriocyrtum fabrile
Bothriocyrtum fabrile är en spindelart som beskrevs av Simon 1891. Bothriocyrtum fabrile ingår i släktet Bothriocyrtum och familjen Ctenizidae. Inga underarter finns listade.